# Dene

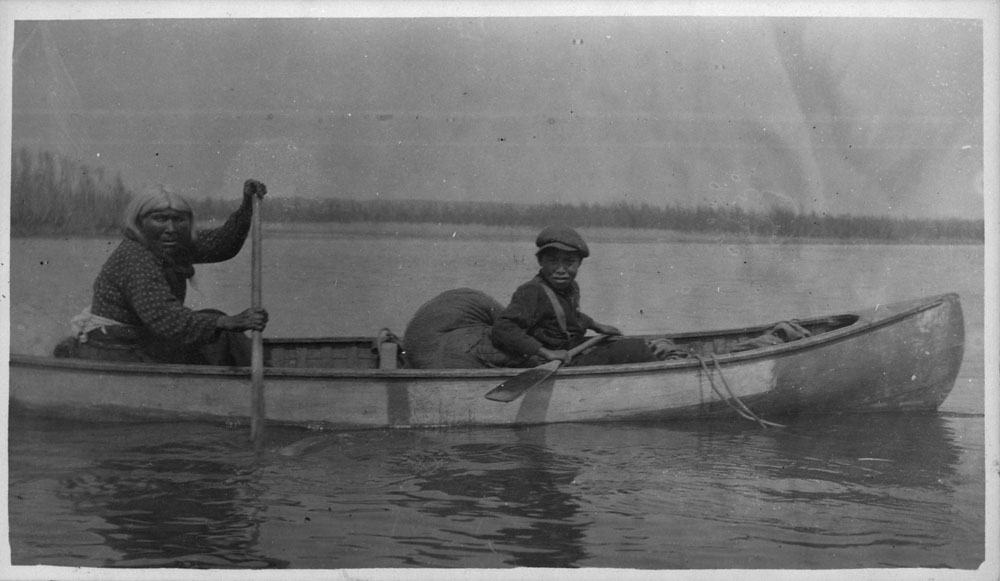
Pueblo Gahwié got'iné y Sahtú (esclavos del norte) de Canadá

Los dene son una tribu nativa norteamericana, del grupo de lengua atapascana, de 1400 individuos que viven en dos reservas de los Territorios del Noroeste, en Canadá.
Mantienen su forma de vida tradicional basada en la caza de grandes mamíferos.
Formaron parte de la UNPO (Unrepresented Nations and Peoples Organization: organización de pueblos y naciones no representados).
Los blancos estadounidenses los llamaban indios hare (‘liebres’ en inglés), al igual que a los indios kawchodinne.

## Ubicación
Los dene se extienden por una amplia región. Viven en el valle de Mackenzie (al sur de los inuvialuit) y se encuentran al oeste de Nunavut. Su territorio natal se extiende hasta el oeste de Yukón y la parte norte de Columbia Británica, Alberta, Saskatchewan, Manitoba, Alaska y el suroeste de Estados Unidos. Los dene fueron los primeros en asentarse en lo que hoy son los Territorios del Noroeste. En el norte de Canadá, históricamente hubo disputas étnicas entre los dene y los inuit. En 1996 representantes de los dene y los inuit participaron en una ceremonia de sanación en Bloody Falls para reconciliar las antiguas disputas.
Behchokǫ̀, Territorios del Noroeste, es la comunidad dene más grande de Canadá.